# 權益理論
权益理论是罗伯特·诺齐克在其《无政府状态、国家和乌托邦》一书的第7章和第8章中提出的分配正义和私有财产理论。诺齐克在這理論描述“财产中的正义”（诺齐克1974：150），从正义原则的角度分析人们如何拥有财产和所做的事情。

## 原则
诺齐克的应享权利理论包括三个主要原则：
1. 取得中的公正原则–该原则涉及最初持有的资产。这是关于人们如何首先取得无人拥有的自然财产，可以持有什么类型的东西等等的说明。
2. 转让中的正义原则–该原则解释了一个人如何从另一个人那里获得财产，包括自愿交换和赠与。
3. 纠正不公正的原则–如何处理不公正地获得或转让的财产，以及如何赔偿多少受害者，如何处理长期以来的违法行为或政府的不公正行为等等。

诺齐克认为，如果世界是完全公正的，则只需要前两个原则，因为“以下归纳定义将详尽地涵盖所有制中的正义主题”：
1. 根据获取中的正义原则，取得财产的人有权获得该财产。
2. 根据转让中的正义原则，當持有人轉讓財產時，從轉讓人那里取得财产的人有权获得该财产。
3. 除了1和2法則之外，没有人有权持有財產。 （诺齐克1974：151）

因此，权益理论表示“分配就是每个人都有权享有他们在分配之下所拥有的财产”（Nozick 1974：151）。但是，并不是每个人都遵循这些规则：“有些人从别人那里偷窃、欺骗他们或奴役他们，夺取他们的产品并阻止他们按自己的意愿生活，或者强行排斥其他人参加交易”（Nozick 1974：152） 。因此，需要有第三项原则。
权益理论是基于约翰·洛克的思想。 在权益理论下，正如康德所說，人们表示只为自己的目的，并且是平等的，尽管不同的人有权获得不同数量的财产。诺齐克的思想成為了强而有力的私有制和市场经济的根據，唯一的公平交易是自愿交易。对富人的征税以支持穷人的全面健全的社会福利則成為不公正的，因为国家是通过武力而不是通过自愿交易来获取金钱。但是，诺齐克的想法可以支持为穷人建立一个最低限度的社会计划。每个处于自然状态的人都可以根据自己的能力获得一定程度的福利。这种福利水平虽然不相等，但必须通过洛克条件来维持。故此，要符合公正的條件和洛克恩附带的条件，就會形成“在正常的經濟运作中，私有財產制度在某些時候可能無法為某些人提供這種福利水平 。」如果是这样的话，那么正如自由主义者所理解的那样，就要求国家采取行动来纠正由市场力量发挥作用而产生的福利分配。”

## 与其他理想的差异
权利理论与罗尔斯的《正义理论》中的“正义原则”形成鲜明对比。该原则指出，每个人对基本权利和自由都有平等的主张，并且不平等只应在“合理地期望这种不平等能够造福每个人”（Rawls 1999：53）。还有一条规定，只有在有机会从这些不平等中受益的机会均等的情况下，才允许这种不平等。诺齐克则辩称生产某些东西的人是拥有該財產的权利：“从应享权利的观点来看，生产和分配不是单独的问题，事物已经存在于拥有应享权利的人身上（Nozick 1974：160）。诺齐克认为，不公正地占有某人的财产是侵犯了他们的权利。 “即使有權為他人提供機會均等的權利，也不得奪取人們應得的財產。”（Nozick 1974：235）。因此，一种旨在减少某些人的应得收入的系统是不道德的，该系统可能會减少某些人的应得收入。
「主要的反對意見是說每個人都有權享有機會、生活平等等等各種事物，並需要執行這項權利，因為這些'權利'需要事物、物質和行動的子結構。其他人也許沒有擁有這樣的權利和應享權利。亦沒有人有權獲得某種東西，而這些東西的實現需要對他人擁有權利和應享權利的事物和活動的某些使用”（Nozick 1974：238）。（Nozick 1974：238）。

## 批评
诺齐克在后来的著作《被检查的生活》反映，权利理论对人民财产的辩护可能会遇到一些问题，因为它最终可能导致绝大部分资源都掌握在极其熟练的人手中，或者通过礼物和继承，隨後讓資源掌握在非常熟练的朋友和孩子手中。诺齐克说：
“向他人遺赠某物是对他们的关心。但是，遗赠有时代代相传，造成了财富和地位的持续不平等。由此产生的不平等似乎是不公平的。
一种解决方案是重组继承制度，以使税收从财产中减去。人们可以遗赠自己通过遗产获得的财产的价值。然后人们只能将自己增加的数量留给他人。
然而，這種简单的减法规则并不能完全消除下一代成功地做出的贡献，继承财富可以使积累更多的财富变得更加容易，这是一个有用的经验法则。”（Nozick 1989：30-31）。
此外，税收概念本身就是不公平的，而市场交易本质上就是公平的，这取决于它们实际上是非自愿的还是自愿的。在一个允许其公民自由移民的国家中，税收并不完全是非自愿，而必须的商品和市场交易亦非完全自愿。如果有钱人、有组织的劳动者或控制某種行业的人能够对这种市场施加不适当的影响，则它们常常使那些交易有利于自己的利益。

## 參看
- 經濟學
- 财产权